# کارابانوفو
شهر کارابانوفو (به روسی: Карабаново) در کشور روسیه و در اوبلاست ولادیمیر واقع شده‌است.